# Jérôme le Royer de la Dauversière
Jérôme le Royer de la Dauversière (18. března 1597 La Flèche – 6. listopadu 1659 La Flèche) byl francouzský šlechtic a spoluzakladatel kongregace Řeholních špitálnic svatého Josefa.

## Život
Narodil se 18. března 1597 v La Flèche v provincii Maine do šlechtické rodiny výběrčího daní Jérôme le Royera a Renée (či Marie) roz. Oudin.
Studoval na jezuitské koleji v rodné obci založené králem Jindřichem IV. Francouzským. Byl spolužákem filozofa René Descartese a mnoha dalších slavných misionářů Francie. Po smrti otce roku 1619 zdědil panství La Dauversière a převzal funkci výběrčího daní. Roku 1620 se oženil s Jeanne de Baugé, se kterou měl šest dětí. Dva z jeho synů se stali kněžími a obě jeho dcery řeholnicemi.
Dne 2. února 1630 měl během mše vnuknutí o založení řeholní kongregace mladých žen v La Flèche, která by sloužila chudým a nemocným. S nápadem váhal a tak se svěřil svému zpovědníkovi, jezuitskému otci Chauveauovi i dalším kněžím, ale všichni ho od jeho myšlenky odradili.
Přesto se s bratrem Josephem začal alespoň věnovat charitě, přičemž zrekonstruovali starý dům známý jako Hôtel-Dieu, kde se ošetřovali nemocné a chudé obyvatelé města. Marie de La Ferre mu později předala své zkušenosti s péčí o nemocné a trpící. V únoru 1635 měl při modlitbě v katedrále Notre-Dame opět vnuknutí, které mu napovídalo, aby založil kongregací pro chudé a nemocné.
Kongregace Řeholních špitálnic svatého Josefa, jejímž spoluzakladatelem je Jérôme le Royer de la Dauversière byla založena v květnu 1636, když  Marie de la Ferre a Anne Foureau se zavázaly k celoživotní službě v Hotel-Dieu.
Spolu s pařížským knězem Jeanem-Jacquesem Olierem, zakladatelem Společenství kněží svatého Sulpicia, zrodili myšlenku založit komunity v kolonii Fort Ville-Marie v Nové Francii: komunitu kněží pro konverzi Indiánů, řeholní sestry pro péči o nemocné a komunitu pro výuku indiánských dětí. Royer našel podporu u barona de Fanchampa, rovněž rodáka z La Flèche a Olier, u dalších vlivných osob, jako byla např. Angélique Bullion. Spolu založili Společenství Naší Paní z Montréalu.
Před svou smrtí onemocněl. Zemřel 6. listopadu 1659.

## Proces svatořečení
Proces byl zahájen roku 1934 v lemanské diecézi. Dne 6. července 2007 uznal papež Benedikt XVI. jeho hrdinské ctnosti.